# Upsettlington Castle
Upsettlington Castle ist eine abgegangene Niederungsburg bei Upsettlington (heute Ladykirk) in der schottischen Council Area Scottish Borders. Die Burg war das Caput der Lordship Upsettlington.

## Geschichte
Land und Baronat verlehnte König Wilhelm der Löwe der Familie Bisset. Upsettlington Castle lag strategisch günstig gegenüber dem englischen Norham Castle am Ufer des Tweed.
1297/1298 wurde die Burg geplündert und zerstört, als William Bisset, Lord of Upsettlington, dem englischen König Eduard I. während dessen Expedition nach Flandern diente.